# Dipleurosoma pacificum
Dipleurosoma pacificum is een hydroïdpoliep uit de familie Dipleurosomatidae. De poliep komt uit het geslacht Dipleurosoma. Dipleurosoma pacificum werd in 1902 voor het eerst wetenschappelijk beschreven door Agassiz & Mayer. 